# Johann Luef
Johann Luef (Vienna, 21 dicembre 1905 – 3 aprile 1945) è stato un calciatore austriaco, di ruolo attaccante.

## Palmarès

### Giocatore

#### Competizioni nazionali
- Campionato austriaco: 3

Rapid Vienna: 1928-1929, 1929-1930, 1934-1935
- Coppa d'Austria: 1

Rapid Vienna: 1926-1927

#### Competizioni internazionali
- Coppa dell'Europa Centrale: 1

SK Rapid: 1930